# Muhammed Lütfi
Mehmet Lütfi Budak, auch Haja Muhammed Lütfi Efendi, (im Volksmund auch Alvarlı Efe oder Efe von Alvar; * 1868 in Kındigi; † 12. März 1956 in Erzurum) war ein türkischer Imam, Sufi und Dichter. Er war ein Scheich der Sufi-Orden Naqschbandīya und Qādirīya.

## Leben
Muhammed Lütfi wurde im Dorf Kındigi (Altınbaşak) im Bezirk Pasinler (Hasankale) von Erzurum geboren. Nach offiziellen Angaben ist sein Geburtsdatum 1854, nach Angaben seines Sohnes Hacı Seyfeddin Efendi wurde er 1868 geboren. Sein Vater war Haja Hüseyin Efendi und seine Mutter war Hatice Hanım. 1890 begann er als Imam in der Sivaslı-Moschee in Hasankale zu arbeiten. Im selben Jahr besuchte er zum ersten Mal den Naqshbandi Sheikh Muhammad Kufrawi, der mit seinem Vater in Bitlis residierte. Fünf Jahre später erhielt er das Naqschbandi-Kalifat von Muhammad Kufrawi. Die Silsila lautet: Muhammad Kufrawi – Sayyid Taha Haqqari – Mawlana Khalid Baghdadi. Außerdem war er in Tillo und erhielt von Sheikh Nur Hamza die Lizenz, im Qadiri-Sufi-Orden zu lehren.
Während des Ersten Weltkriegs war er Imam im Dorf Dinarkom, als 1916 die russische Besatzung in Erzurum begann. Die Armee erteilte ihm nicht die Erlaubnis zu kämpfen. Während er Imam der Moschee im Yavi-Dorf Tercan war, nahm er trotz seines fortgeschrittenen Alters mit der von ihm aus den Dorfbewohnern gebildeten Miliz am Krieg teil. Als der Krieg endete und die russische Besatzung vorbei war, begann er als Imam im Dorf Alvar in Hasankale zu arbeiten. Hier wohnte er bis 1939. Fethullah Gülen gibt an, dass Efe von Alvar starb, während er als damals 16-Jähriger seine Sufi-Loge besuchte. Nach dem Ende des Zweiten Weltkriegs ging er auf Pilgerfahrt. Er unternahm drei Pilgerreisen in den Jahren 1947, 1949 und 1950. Im Laufe seines Lebens war er fünfmal verheiratet. Von seinen Söhnen lebte nur Hadschi Seyfeddin Efendi nach seinem Tod weiter. Er starb am 12. März 1956 in Erzurum. Sein Grab befindet sich in Alvar.
Neben seiner Muttersprache Türkisch beherrschte Muhammed Lüfti Efendi auch Arabisch, Persisch und Kurdisch, um Gedichte zu schreiben. Er verfasste Gedichte in Sufi-Poesie. Nach seinem Tod wurden seine Gedichte von seinem Sohn unter dem Namen Hulasat'ul-Hakayık (Die Zusammenfassung der Wahrheiten) veröffentlicht.